# Notti brave (After)
Notti brave (After) è il primo EP del rapper italiano Carl Brave, pubblicato il 30 novembre 2018 dalla Island Records.

## Descrizione
Anticipato dal singolo Posso, si tratta di un seguito del primo album in studio Notti brave (uscito nello stesso anno), e contiene sette inediti con alcune collaborazioni con vari artisti, come Max Gazzè, Gué Pequeno e Luchè.

## Tracce
1. Posso (feat. Max Gazzè) – 3:58
2. Merci – 4:21
3. Comunque – 3:03
4. Spunte blu (feat. Gué Pequeno) – 3:28
5. Mezzo cocktail (feat. Ugo Borghetti) – 3:03
6. Ridere di noi (feat. Luchè) – 3:16
7. Termini – 3:49